# Alpenstock

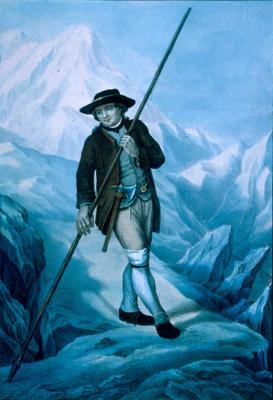
Jacques Balmat s'appuyant sur un alpenstock.

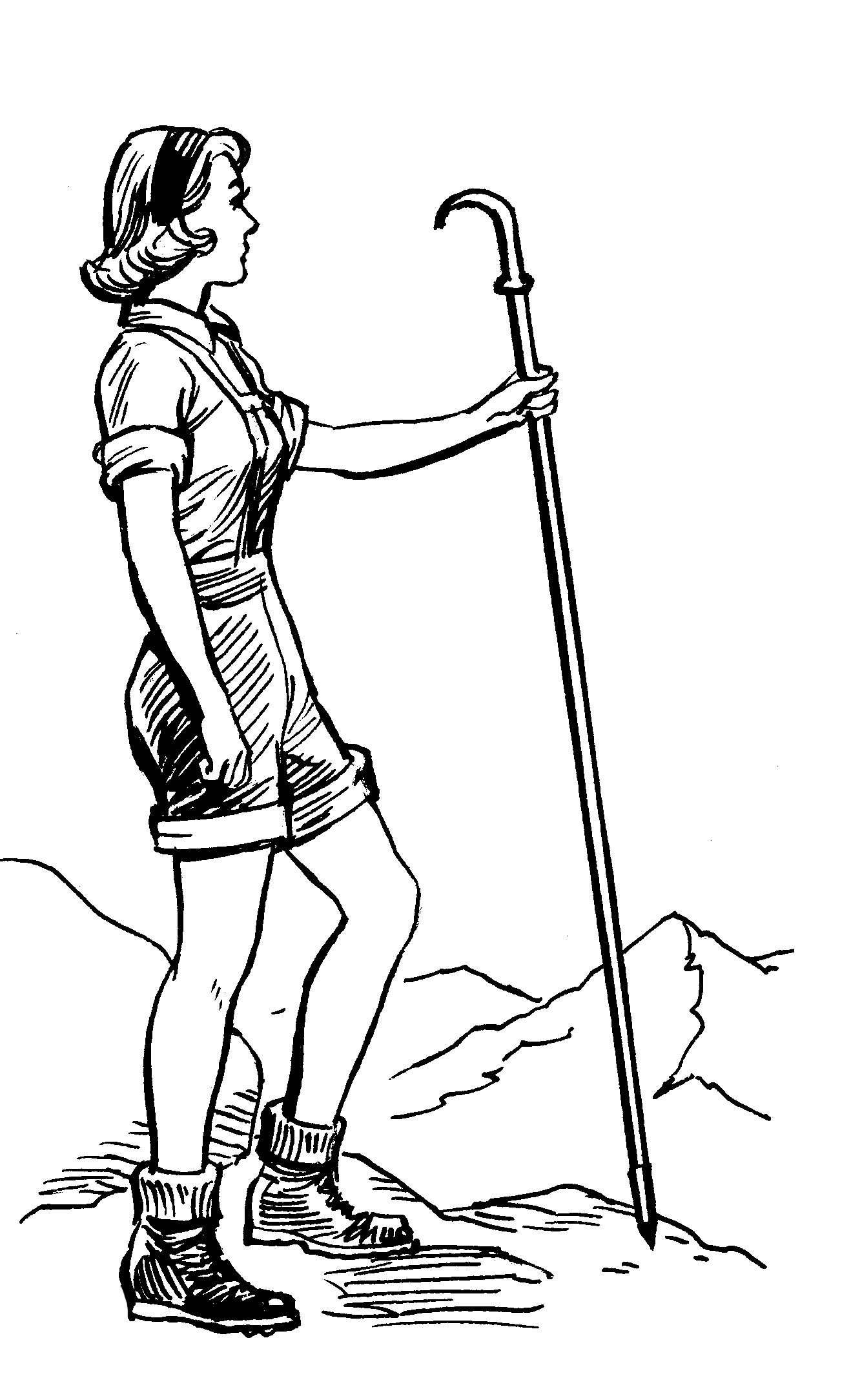
Alpenstock.

L'alpenstock, sorte de canne à embout ferré, peut être considéré comme l'ancêtre du piolet.

## Histoire
L'alpenstock, mentionné par Josias Simmler dès 1574 sous le nom d’alpinus baculus, est un long « bâton alpin » muni à sa base d'une pointe de fer.

## Description
Généralement en frêne, il comportait parfois à l'extrémité opposée à la pointe de fer une cordelette pour faciliter la prise. La longueur passa progressivement de 2,2 mètres à 1,8 mètre pour les modèles les plus courts.

## Utilisation
Il aidait à conserver l'équilibre, à sonder les crevasses, à sécuriser les touristes sous forme de rampe mobile, tenue à chaque extrémité par un guide.

## Évolution vers le piolet
En même temps que l'alpenstock, les premiers alpinistes utilisaient une courte hachette pour tailler des marches dans la glace. La réunion de celle-ci et de l'alpenstock a donné naissance au piolet dès l'époque de Saussure.
Progressivement délaissé, l'alpenstock est surtout devenu un accessoire pour promeneurs et a disparu à la fin du XIXe siècle.